# Golf en los Juegos Olímpicos
El golf es una de las disciplinas de los Juegos Olímpicos modernos, que se realizó en las ediciones de París 1900 y San Luis 1904 y se volvió a instaurar en los de Río de Janeiro 2016. Actualmente se compone de 2 eventos, el masculino y el femenino.

## Pruebas actuales
- Masculino.
- Femenino.

## Medallero por país
| Núm.  | País                          | Oro | Plata | Bronce | Total |
| ----- | ----------------------------- | --- | ----- | ------ | ----- |
| 1     | Estados Unidos (USA)          | 5   | 3     | 5      | 13    |
| 2     | Reino Unido (GBR)             | 1   | 1     | 1      | 3     |
| 3     | Canadá (CAN)                  | 1   | 0     | 0      | 1     |
| 3     | Corea del Sur (KOR)           | 1   | 0     | 0      | 1     |
| 5     | Nueva Zelanda (NZL)           | 0   | 1     | 1      | 2     |
| 6     | Japón (JPN)                   | 0   | 1     | 0      | 1     |
| 6     | Eslovaquia (SVK)              | 0   | 1     | 0      | 1     |
| 6     | Suecia (SWE)                  | 0   | 1     | 0      | 1     |
| 9     | República Popular China (CHN) | 0   | 0     | 1      | 1     |
| 9     | China Taipéi (TPE)            | 0   | 0     | 1      | 1     |
| Total | Total                         | 8   | 8     | 9      | 25    |

- Datos actualizados a 2021.

- Datos: Q927779